# Авонт, Питер ван
Питер ван Авонт (нидерл. Pieter van Avont; 1600, Мехелен — 1652, Дёрн) — южно-нидерландский (фламандский) рисовальщик, живописец и гравёр «Золотого века Нидерландов». Был также торговцем произведениями искусства. Как живописец более всего известен композициями на мифологические и библейские сюжеты, а также «кабинетными картинами» (нидерл. kabinetschilderijen) малого формата, часто изображающими обнажённых детишек: путти. Ван Авонт часто сотрудничал со многими ведущими художниками Антверпена.

## Биография
Питер ван Авонт крещён 14 января 1600 года в Мехелене. Его родители — скульпторы Ханс ван Авонт и Анна ле Фебюр. Вероятно, он получил раннее образование у отца. В 1620 году был принят мастером в Гильдию Святого Луки Мехелена. Два года спустя он переехал в Антверпен. Около 1622/1623 года он был принят мастером Гильдии Святого Луки в Антверпене и стал гражданином этого города в 1631 году. 2 августа 1622 года Питер обвенчался с Екатериной ван Хертсен в соборе Антверпена.
Художник, вероятно, получал заказы от эрцгерцога Леопольда-Вильгельма, наместника Испанских Нидерландов, но, тем не менее, подрабатывал торговлей картинами и гравюрами. В 1633 году он был назначен капитаном местной роты стрелков (schutterij), но в 1639 году подал в отставку. Его первая жена умерла 3 сентября 1643 года. 7 февраля 1644 года Ван Авонт женился во второй раз на Катарине Кинт, у них было пятеро детей.
Во втором браке его финансовое положение ухудшилось, и ему пришлось продать семь принадлежащих ему домов и заложить собственный. Его дети много болели. Он переехал в сельскую местность в Дёрне, недалеко от Антверпена, чтобы обеспечить больным детям более здоровую среду.
Питер ван Авонт скончался в 1652 году, вскоре после того, как переселил свою семью, и был похоронен 1 ноября 1652 года. Он настолько был в долгах, что его дети отказались от его имения.

## Творчество
Более всего Питер ван Авонт известен «кабинетными картинами» на религиозные и мифологические сюжеты. Мотив, который повторяется во многих работах Ван Авонта, — это группа обнажённых путти. В его многочисленных изображениях Святого Семейства они появляются в различных воплощениях, чаще на фоне пейзажа. Расположение персонажей в его картинах также повторяются. Фигуры обнажённых детей также имеются в его «Вакханалиях» и в аллегорических сценах, таких как «Четыре стихии» или «Война и мир». Его индивидуальный стиль и живописная манера характеризуются мягкой моделировкой фигур, подобием сфумато и тёплым колоритом.
Как это было принято в искусстве Нидерландов XVII века, ван Авонт при написании картин сотрудничал со многими ведущими фламандскими художниками, в том числе c Яном Брейгелем Старшим, Яном Брейгелем Младшим, Лукасом ван Юденом, Яном Вильденсом, Франсом Ваутерсом, Давидом Винкбонсом, Жаком д’Артуа, Лукасом Ахтшеллинком, Лодевейком де Ваддером, Изаком ван Остеном.
Питер ван Авонт вместе с Яном Брейгелем Старшим работал в жанре «картин с цветочными гирляндами» (нидерл. bloemenslingerschilderijen): вокруг фигурной композиции или портрета художник писал гирлянды из цветов. Своеобразный жанр картин-гирлянд был вдохновлён культом Девы Марии «Розария», распространённым при дворе австрийских Габсбургов (правивших в то время Южными Нидерландами) и в Антверпене в целом в период Контрреформации. Картины с гирляндами обычно представляли собой результат сотрудничества мастеров натюрморта и художников-«фигуристов». Так, Ян Брейгель Младший и Питер ван Авонт вместе написали «Мадонну с Младенцем в картуше с цветами».
Питер ван Авонт также был умелым гравёром, автором многих офортов с изображениями ангелов и путти. В Санкт-Петербургском Эрмитаже хранится картина П. ван Авонта «Святое семейство с младенцем Иоанном и ангелами».
Учениками ван Авонта были Питер ван ден Крюйс (в 1625—1626 годах), Франс Ваутерс (в 1629 году), который позднее, в 1634 году перешёл в мастерскую Рубенса. Брат Франса Ваутерса, Питер, также был учеником Ван Авонта в 1631—1632 годах.

## Галерея
- Холодно Венере без Цереры и Вакха. 1630-е. Медь, масло
- Танцующие путти в пейзаже. 1640-е. Дерево, масло. Королевская коллекция, Великобритания
- П. ван Авонт, И. ван Остен, Я. Ван Кессель. Четыре элемента. Аллегория воздуха и огня. 1640-е. Дерево, масло. Частное собрание
- Я. Брейгель Младший, П. ван Авонт. Пять чувств. Аллегория обоняния. Медь, масло. Частное собрание
- Отдых Святого семейства на пути в Египет. Ок. 1625. Медь, масло. Художественный музей Уолтерса, Балтимор, США
- Я. Брейгель Младший, П. ван Авонт. Богиня Флора в саду. 1630-е. Медь, масло. Музей истории искусств, Вена